# R.P. Aublin
R.P. Aublin – francuski hokeista na trawie, który występował na pozycji pomocnika, uczestnik Letnich Igrzysk Olimpijskich 1908.
Na igrzyskach w Londynie, Aublin reprezentował swój kraj w dwóch spotkaniach (czyli we wszystkich, jakie Francja rozegrała na tym turnieju); były to mecze przeciwko ekipom: Cesarstwa Niemieckiego (1-0 dla Niemców) i Anglii (10-1 dla Anglii). W klasyfikacji końcowej, jego drużyna zajęła ostatnie szóste miejsce.